# Joshua Goodall
Joshua Goodall (Engelse naam: Josh Goodall) (Basingstoke, 17 oktober 1985) is een Engels tennisser. Hij heeft nog geen ATP-toernooien gewonnen maar deed al mee aan enkele grandslamtoernooien, en hij bereikte al een ATP-finale in het dubbelspel. Hij heeft nog geen enkel challenger in het enkelspel gewonnen, maar wel 7 challengers in het dubbelspel.

## Palmares dubbelspel
| Nr.                          | Datum           | Toernooi         | Ondergrond | Partner         | Tegenstanders in finale                  | Score             |         |
| ---------------------------- | --------------- | ---------------- | ---------- | --------------- | ---------------------------------------- | ----------------- | ------- |
| verloren finales herendubbel |                 |                  |            |                 |                                          |                   |         |
| 1.                           | 22 juni 2007    | ATP Nottingham   | Gras       | Ross Hutchins   | Eric Butorac Jamie Murray                | 6-4, 3-6, [5-10]  | details |
| Gewonnen challengers         |                 |                  |            |                 |                                          |                   |         |
| 1.                           | 4 juli 2005     | Nottingham       | Gras       | Martin Lee      | Jean-Michel Pequery Aisam-ul-Haq Qureshi | 6-4, 7-60         |         |
| 2.                           | 17 juli 2006    | Manchester       | Gras       | Ross Hutchins   | Chris Guccione Thomas Oger               | 3-6, 7-5, [10-5]  |         |
| 3.                           | 6 november 2006 | Eckental         | Tapijt (I) | Ross Hutchins   | Sander Groen Torsten Popp                | 7-5, 6-3          |         |
| 4.                           | 4 augustus 2008 | New Delhi        | Hardcourt  | James Ward      | Tasuku Iwami Hiroki Kondo                | 6-4, 6-1          |         |
| 5.                           | 16 maart 2009   | Bangkok          | Hardcourt  | Joseph Sirianni | Michail Jelgin Aleksandr Koedrjavtsev    | 6-3, 6-1          |         |
| 6.                           | 13 juli 2009    | Manchester       | Gras       | Jonathan Marray | Colin Fleming Ken Skupski                | 61-7, 6-3, [11-9] |         |
| 7.                           | 3 augustus 2009 | Campos do Jordão | Hardcourt  | Samuel Groth    | Rogério Dutra Silva Julio Silva          | 7-64, 6-3         |         |

## Resultaten grandslamtoernooien
| Legenda | Legenda                          |
| ------- | -------------------------------- |
| g.t.    | geen toernooi gehouden           |
| l.c.    | lagere categorie                 |
| –       | niet deelgenomen                 |
| G       | uitgeschakeld in de groepsfase   |
| 1R      | uitgeschakeld in de eerste ronde |
| 2R      | uitgeschakeld in de tweede ronde |
| 3R      | uitgeschakeld in de derde ronde  |
| 4R      | uitgeschakeld in de vierde ronde |
| KF      | uitgeschakeld in de kwartfinale  |
| HF      | uitgeschakeld in de halve finale |
| F       | de finale verloren               |
| W       | het toernooi gewonnen            |
| w-v     | winst/verlies-balans             |

### Enkelspel
| Grandslamtoernooien   |               |               |               |               |     |        |
| Australian Open       | –             | –             | –             | –             | –   | 0-0    |
| Roland Garros         | –             | –             | –             | –             | –   | 0-0    |
| Wimbledon             | 1R            | 1R            | 1R            | 1R            | 1R  | 0-5    |
| US Open               | –             | 1R            | –             | –             | –   | 0-1    |
| Winst-verlies         | 0–1           | 0–2           | 0-1           | 0-1           | 0-1 | 0-6    |
| ATP World Tour Finals |               |               |               |               |     |        |
| ATP World Tour Finals | –             | –             | –             | –             | –   | 0-0    |
| Olympische Spelen     |               |               |               |               |     |        |
| Olympische Spelen     | geen toernooi | geen toernooi | geen toernooi | geen toernooi | –   | 0-0    |
| Statistieken          |               |               |               |               |     |        |
| Totaal aantal titels  | 0             | 0             | 0             | 0             | 0   | 0      |
| Totaal winst-verlies  | 0-2           | 0-2           | 0-2           | 1-5           | 0-3 | 1-15   |
| Eindejaarsranking     | 389           | 251           | 305           | 310           | 232 | n.v.t. |

### Mannendubbelspel
| Grandslamtoernooien   |     |        |
| Australian Open       | –   | 0-0    |
| Roland Garros         | –   | 0-0    |
| Wimbledon             | 1R  | 0-1    |
| US Open               | –   | 0-0    |
| Winst-verlies         | 0–1 | 0-1    |
| ATP World Tour Finals |     |        |
| ATP World Tour Finals | –   | 0-0    |
| Olympische Spelen     |     |        |
| Olympische Spelen     | –   | 0-0    |
| Statistieken          |     |        |
| Totaal aantal titels  | 0   | 0      |
| Eindejaarsranking     | 389 | n.v.t. |